# Karl Brosius
Karl August Joseph Brosius (* 21. Juli 1855 in Bendorf; † 26. August 1920 in Erfurt) war ein preußischer Generalleutnant.

## Leben

### Herkunft
Karl war der Sohn des Arztes Caspar Max Brosius (1825–1910) und dessen Ehefrau Friederike, geborene Grether (1828–1882).

### Militärkarriere
Brosius besuchte Gymnasien in Burgsteinfurt und Neuwied. Anschließend war er Kadett in Berlin und wurde am 28. April 1872 als charakterisierter Portepeefähnrich dem 8. Rheinischen Infanterie-Regiment Nr. 70 in Saarlouis überwiesen. Dort erhielt er am 11. März 1873 das Patent zu seinem Dienstgrad und wurde am 12. Februar 1874 zum Sekondeleutnant befördert. Als solcher war Brosius ab Oktober 1877 für fünf Monate zur Zentralturnanstalt sowie im Mai 1878 für acht Wochen zum Rheinischen Pionier-Bataillon Nr. 8 kommandiert. Von September 1879 bis Ende 1885 fungierte er als Bataillonsadjutant. Als Premierleutnant folgte am 13. Mai 1866 seine Versetzung nach Thorn in das 4. Pommersche Infanterie-Regiment Nr. 21. Daran schloss sich vom 15. Februar 1888 bis zum 16. April 1890 eine Verwendung als Adjutant beim Bezirkskommando Deutsch-Krone an. Anschließend kehrte er als Hauptmann in das Infanterie-Regiment „von Borcke“ (4. Pommersches) Nr. 21 zurück und fungierte als Kompaniechef. In gleicher Eigenschaft wurde Brosius am 22. März 1897 in das neuaufgestellte 9. Westpreußische Infanterie-Regiment Nr. 176 versetzt. Im Juli 1900 folgte seine Beförderung zum Major und Mitte Mai 1901 die Ernennung zum Kommandeur des Füsilier-Bataillons im Grenadier-Regiment „König Friedrich Wilhelm I.“ (2. Ostpreußisches) Nr. 3 in Braunsberg. Im August wurde Brosius nach Offenburg in das 9. Badische Infanterie-Regiment Nr. 170 versetzt und kommandierte dort das I. Bataillon. In Abwesenheit des Regimentskommandeurs war Brosius im Sommer 1905 während der Regiments- und Brigadeübungen mit der Führung des Gesamtverbandes beauftragt. Nachdem er am 27. Januar 1907 zum Oberstleutnant befördert worden war, wurde Brosius wenige Wochen später nach Zabern zum Stab des 2. Oberrheinischen Infanterie-Regiments Nr. 99 versetzt. Brosius avancierte am 27. Januar 1910 zum Oberst und wurde am 22. März 1910 zum Kommandeur des 2. Nassauischen Infanterie-Regiments Nr. 88 ernannt. Während der Herbstübungen des Jahres 1912 fungierte er als Führer der beim XVIII. Armee-Korps aufzustellenden Reserve-Infanterie-Brigade. Am 5. März 1913 beauftragte man ihn mit der Führung der 67. Infanterie-Brigade in Metz. Mit seiner Beförderung zum Generalmajor wurde Brosius am 22. März 1913 zum Kommandeur dieses Großverbandes ernannt.
Nach Ausbruch des Ersten Weltkriegs nahm Brosius mit seiner Brigade im Verbund der 33. Division am Vormarsch in Frankreich und den Kämpfen in den Argonnen teil. Seine Leistungen wurden dabei durch die Verleihung beider Klassen des Eisernen Kreuzes gewürdigt. Am 23. Dezember 1914 wurde er von seinem Kommando entbunden und zum Kommandeur der 77. Reserve-Division an der Ostfront ernannt. Brosius führte seine Division während der Winterschlacht in Masuren und erhielt in Würdigung seiner Verdienste am 7. März 1915 die Schwerter zum Roten Adlerorden II. Klasse mit Eichenlaub.
Krankheitsbedingt musste er seine Division am 22. September 1915 abgeben und wurde anschließend zu den Offizieren von der Armee überführt. Da Brosius nicht mehr frontverwendungsfähig war, wurde er am 8. Januar 1916 mit dem Charakter als Generalleutnant zur Disposition gestellt. Als z.-D.-Offizier fungierte er dann ab 12. Juli 1916 als Kommandeur der stellvertretenden 87. Infanterie-Brigade und als stellvertretender Gouverneur der Festung Thorn. Nach dem Waffenstillstand von Compiègne wurde Brosius Mobilmachungsbestimmung am 24. November 1918 aufgehoben.
Er wurde nach seinem Tod auf dem Neuen Friedhof in Naumburg (Saale) beigesetzt.

### Familie
Brosius hatte sich am 25. September 1890 in Deutsch-Krone mit Lonny Wittke (* 1866) verheiratet. Aus der Ehe gingen vier Kinder hervor:
- Hans (1891–1969), Offizier, Journalist und politischer Funktionär
- Fritz (1892–1914), preußischer Leutnant
- Ernst (1895–1915), preußischer Leutnant
- Elisabeth (* 1898), Studienrätin in Stendal